# Euryglossina mutica
Euryglossina mutica är en biart som först beskrevs av Cockerell 1912.  Euryglossina mutica ingår i släktet Euryglossina och familjen korttungebin. Inga underarter finns listade i Catalogue of Life.

## Bildgalleri

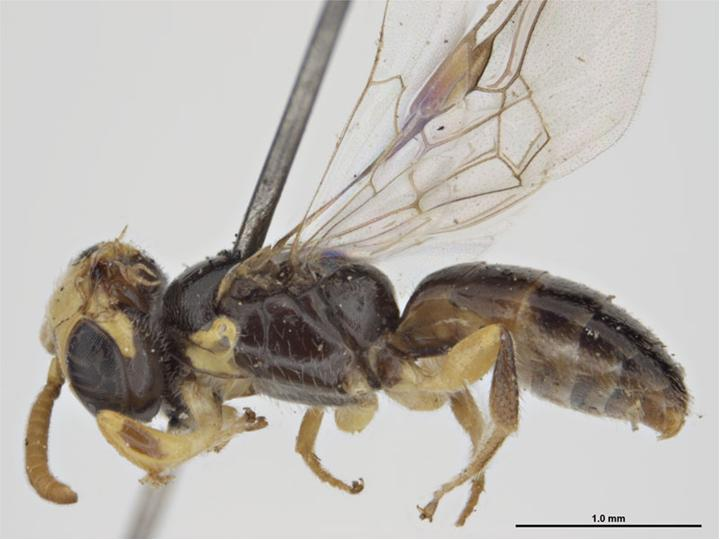